# Phạm Văn Nam
Phạm Văn Nam (sinh năm 1966) là thẩm phán cao cấp người Việt Nam. Ông hiện giữ chức vụ Chánh án Tòa án nhân dân tỉnh Điện Biên. 

## Tiểu sử
Phạm Văn Nam sinh năm 1966, quê quán tại xã Thái Thành, huyện Thái Thụy, tỉnh Thái Bình.
Ông có bằng Cử nhân Luật.
Ông là đảng viên Đảng Cộng sản Việt Nam.
Ngày 9 tháng 7 năm 2015, Phạm Văn Nam được trao quyết định của Chánh án Tòa án nhân dân tối cao Việt Nam bổ nhiệm giữ chức vụ Chánh án Tòa án nhân dân tỉnh Điện Biên nhiệm kì 2015-2020.
Ngày 17 tháng 4 năm 2018, ông được Chủ tịch nước Việt Nam Trần Đại Quang bổ nhiệm chức danh Thẩm phán cao cấp.
Hiện nay (2018), ông đang là Bí thư Ban cán sự Đảng Cộng sản Việt Nam Tòa án nhân dân tỉnh Điện Biên, Chánh án Tòa án nhân dân tỉnh Điện Biên.
Ngày 26 tháng 12 năm 2019, tại sân vận động với sức chứa 10 nghìn chỗ ngồi tại Điện Biên, Phạm Văn Nam là chủ tọa phiên tòa lưu động xử vụ trọng án thiếu nữ Cao Mỹ Duyên (sinh năm 1997, trú tại xã Thanh Hưng, huyện Điện Biên) giao gà bị bắt cóc, cưỡng hiếp tập thể và sát hại vào đầu tháng 2 năm 2019, 8 bị cáo là Vì Văn Toán (38 tuổi, chủ mưu), Bùi Văn Công (44 tuổi), Vương Văn Hùng (35 tuổi), Phạm Văn Nhiệm (47 tuổi), Lường Văn Lả (26 tuổi), Lường Văn Hùng (39 tuổi), Phạm Văn Dũng (47 tuổi), Cầm Văn Chương (45 tuổi, cùng trú huyện Điện Biên).